# Matt Gaetz

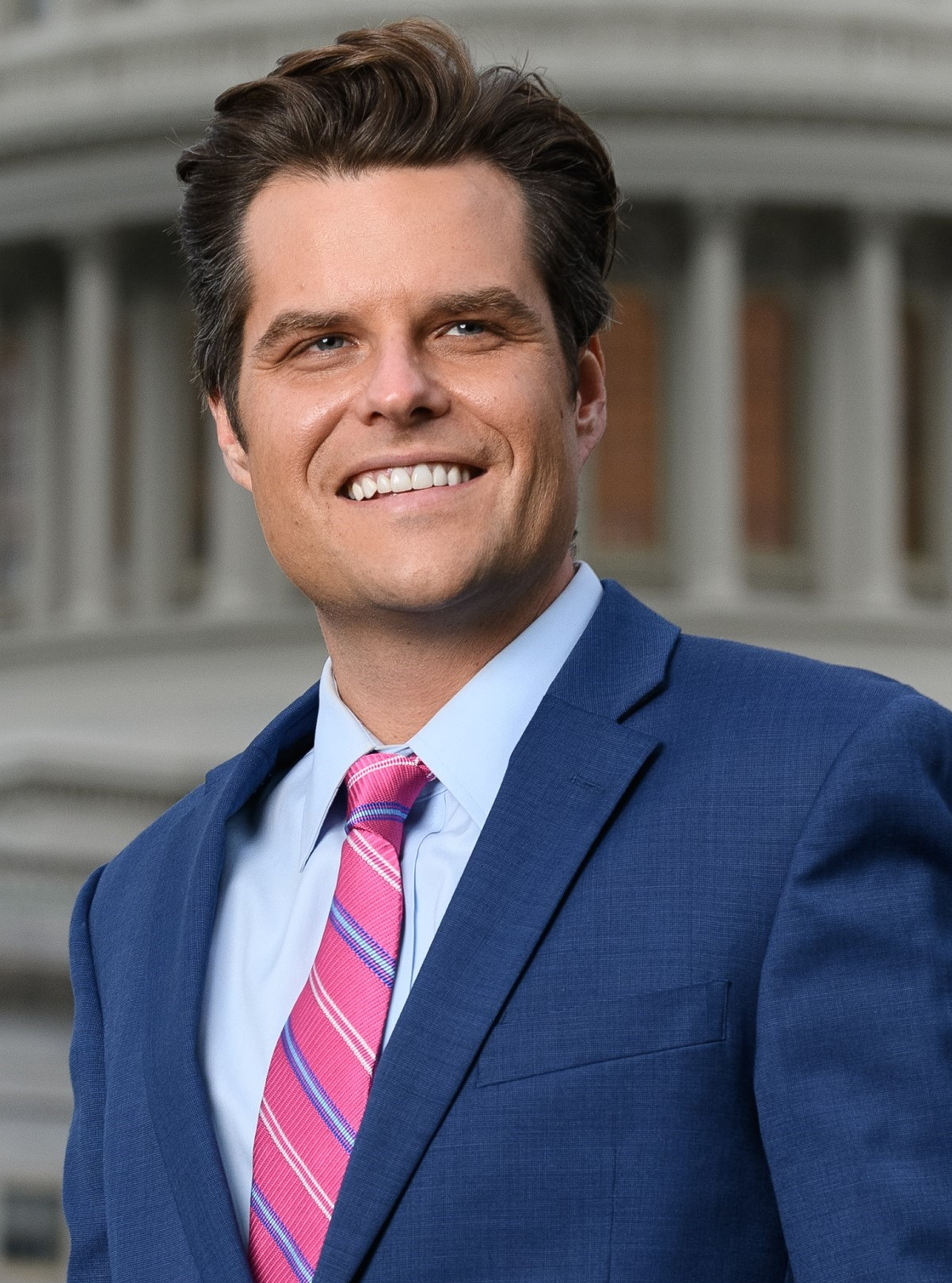
Matt Gaetz (2020)

Matthew Louis „Matt“ Gaetz (/ɡeɪts/; * 7. Mai 1982 in Hollywood, Broward County, Florida) ist ein US-amerikanischer Politiker der Republikanischen Partei. Er vertrat von Januar 2017 bis November 2024 den ersten Distrikt des Bundesstaats Florida im Repräsentantenhaus der Vereinigten Staaten. Nach Donald Trumps Wahlsieg in der US-Präsidentschaftswahl am 5. November 2024 war Gaetz kurzfristig für den Posten des United States Attorney General im Kabinett Trump II in Betracht gezogen worden.

## Leben

### Herkunft und Ausbildung
Sein Vater Don Gaetz ist ein Politiker der Republikanischen Partei, der von 2006 bis 2016 dem Florida State Senate angehörte.
Matt Gaetz studierte 2000 bis 2003 an der Florida State University Geschichte und Politikwissenschaft. Nach einem anschließenden Jurastudium am College of William and Mary und seiner Zulassung als Rechtsanwalt 2007 arbeitete er in der Kanzlei Keefe, Anchors, Gordon and Moyle. Im Oktober 2021 schloss ihn die Anwaltskammer Floridas wegen nicht gezahlter Gebühren von der Anwaltstätigkeit aus. Er wurde wieder zugelassen, nachdem er den ausstehenden Betrag bezahlt hatte.

### Politik

#### Parlamentarische Tätigkeit
Gaetz schloss sich den Republikanern an und war ab 2010 Abgeordneter im Repräsentantenhaus von Florida. Dort wirkte er mit an einer Liberalisierung der Adoptionsrechte für Homosexuelle.
Bei den Kongresswahlen des Jahres 2016 wurde Gaetz im ersten Wahlbezirk von Florida in das US-Repräsentantenhaus gewählt, wo er im Januar 2017 die Nachfolge von Jeff Miller antrat, der nicht mehr kandidiert hatte. Die Primary (Vorwahl) seiner Partei für die Wahlen 2022 am 23. August 2022 gewann er mit 68,9 % der Stimmen. Er trat damit am 8. November 2022 gegen Rebekah Jones von der Demokratischen Partei an. Die Wahl entschied er mit 67,8 % der Stimmen für sich und war dadurch bis zu seinem Rücktritt am 13. November 2024 auch im Repräsentantenhaus des 118. Kongresses vertreten.
Gaetz war zuletzt Mitglied in folgenden Ausschüssen des Repräsentantenhauses:
- Committee on Armed Services
  - Cyber, Innovative Technologies, and Information Systems
  - Tactical Air and Land Forces
- Committee on the Judiciary
  - Antitrust, Commercial, and Administrative Law
  - Courts, Intellectual Property, and the Internet
- Select Subcommittee on the Weaponization of the Federal Government

#### Regierung Trump II
Am 13. November 2024 gab Trump bekannt, ihn als United States Attorney General für sein zweites Kabinett vorzusehen. Am selben Tag trat Gaetz von seinem Abgeordnetenmandat zurück. Am 21. November des Jahres gab Gaetz bekannt, nicht mehr für das Amt zur Verfügung zu stehen. Die Kontroverse um seine Bestätigung habe von der wichtigen Arbeit von Trump und Vance abgelenkt, so Gaetz zur Begründung.

### Vorwürfe wegen sexuellen Missbrauchs und Drogenkonsums
Im März 2021 wurde bekannt, dass gegen Gaetz wegen des Verdachts auf sexuellen Verkehr mit einer 17-Jährigen ermittelt wird (vgl. auch Schutzalter).
Im April 2021 gaben die Repräsentanten Ted Deutch und Jackie Walorski im Namen des Ethikausschusses des Kongresses (United States House Committee on Ethics) bekannt, dass dieser Untersuchungen gegen Gaetz eingeleitet habe, weil er gegen Regeln und Normen des Repräsentantenhauses verstoßen habe, indem er etwa vor anderen Abgeordneten im Plenarsaal mit sexuellen Begegnungen angab und ihnen Nacktfotos von Frauen zeigte, mit denen er angeblich Sex hatte, und Gesetzeskonflikte im Raum stünden. Neben sexuellem Fehlverhalten wurde in diesem Zusammenhang illegaler Drogengebrauch sowie Veruntreuung von Wahlkampfmitteln angeführt. Gaetz bezeichnete die Vorwürfe als Teil einer politischen Kampagne. Er denke nicht daran, von seinen Ämtern zurückzutreten. Gegen seinen Anwaltspartner Joel Greenberg ermitteln die Bundesbehörden in über 30 Fällen, darunter Mädchenhandel zur Prostitution Minderjähriger.
Durch den Rücktritt von seinem Abgeordnetenmandat am 13. November 2024 endete eine Untersuchung des United States House Committee on Ethics gegen Gaetz wegen Vorwürfen des Menschenhandels zum Zweck der sexuellen Ausbeutung, Drogenmissbrauchs und der Bestechlichkeit, kurz bevor sich der Ausschuss abschließend beraten konnte. Anschließend entspann sich eine Kontroverse, ob der Abschlussbericht veröffentlicht werden sollte. Der Sprecher des Repräsentantenhauses, Mike Johnson, sprach sich dagegen aus, da dies nicht den Gepflogenheiten des Hauses entspräche und einen „schrecklichen Präzedenzfall“ bedeuten würde. Andere, so der republikanische Senator Mike Rounds, forderten eine Veröffentlichung des Berichts. Die Mitglieder des Ethikausschusses stimmten in geheimer Abstimmung dafür, den bislang geheimen Untersuchungsbericht zu veröffentlichen. Gaetz klagte dagegen ohne Erfolg.

## Positionen
Ende 2017 stimmte er als einziger Abgeordneter des Repräsentantenhauses gegen ein Gesetz, das dem Staat mehr Mittel gegen Menschenhandel ermöglicht. Seine Ablehnung begründete er mit seiner minarchistischen Überzeugung. Weniger Regierung heiße gute Regierung; seine Wähler hätten ihn nicht dafür gewählt, dass er der Bundesregierung mehr Macht erteile. Wenn überhaupt, dann sollten viele bundesstaatliche Behörden wie das Bildungsministerium der Vereinigten Staaten und die Umweltschutzbehörde EPA abgeschafft werden.

Im Oktober 2018 brachte Gaetz George Soros in Verbindung mit dem Treck asylsuchender Flüchtlinge aus Guatemala. Im Februar 2019 machte Gaetz in einem Tweet kurz vor dessen Anhörung Andeutungen gegen Michael Cohen, die von einigen als Versuch gewertet wurden, den Zeugen einzuschüchtern. Gaetz erwiderte, dass er lediglich die Glaubwürdigkeit und den Charakter des Zeugen in Frage stelle. 

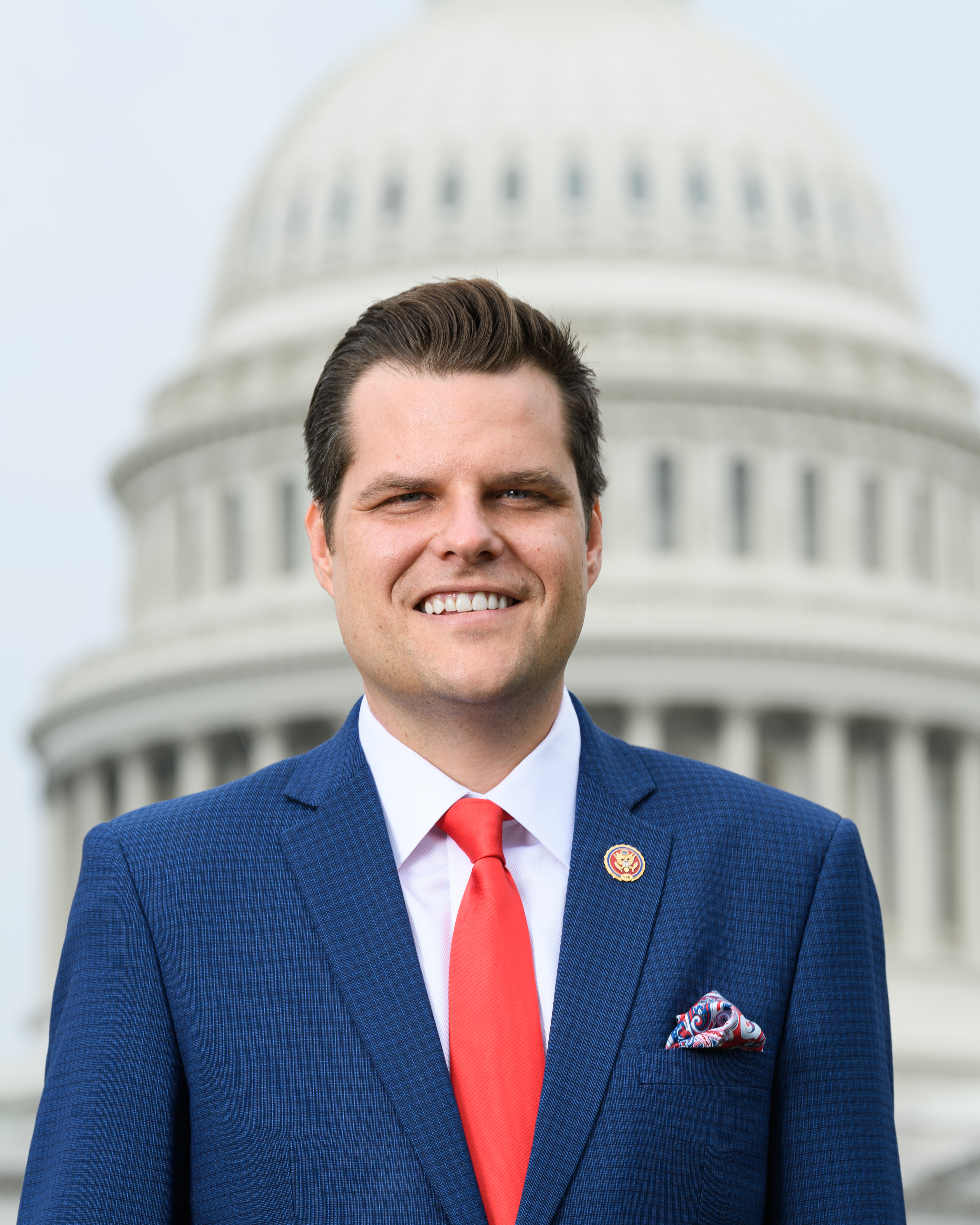
Matt Gaetz (2019)

Gaetz positionierte sich früh als Anhänger von Donald Trump und führte im Oktober 2019 etwa 30 gleichgesinnte Abgeordnete an, die die Anhörung in der Ukraine-Affäre störten, um das Verfahren gegen Trump zu delegitimieren. Er stimmte im Januar 2020 als einer von drei Republikanern für ein Gesetz der Demokraten, die Rechte des Präsidenten, Kriege zu führen, zu beschränken. Dies war seiner Meinung nach der Grund dafür, nicht in Trumps Beratungsteam zu seinem Amtsenthebungsverfahren aufgenommen worden zu sein.
Im Juni 2020, während der Proteste zum Tod von George Floyd, schrieb er auf Twitter: „Now that we clearly see Antifa as terrorists, can we hunt them down like we do those in the Middle East?“ („Jetzt, da wir sehen, dass Antifa Terroristen sind, können wir sie wie die im Mittleren Osten jagen?“) Twitter markierte den Tweet als gewaltverherrlichend; Gaetz fühlte sich dadurch bestärkt.
Im Sommer 2020 behauptete er auf Fox News und in Twitter, die Proteste von Black Lives Matter seien Teil einer Großer-Austausch-Verschwörung von Linken, die einen „kulturellen Genozid“ an Amerikanern planen würden.
Nach Trumps Wahlniederlage 2020 unterstützte Gaetz dessen vielfach widerlegte Falschbehauptung, ihm sei die Wahl gestohlen worden und er sei der eigentliche Wahlsieger.  Daher stimmten Gaetz und weitere Mitglieder des Repräsentantenhauses bei der Auszählung der Wahlmännerstimmen am 6. Januar 2021 für die Anfechtung des Ergebnisses. Für Trumps Behauptungen wurden keinerlei glaubhafte Beweise vorgebracht. Der Supreme Court wies eine entsprechende Klage mit großer Mehrheit ab, wobei sich auch alle drei von Trump bestellten Richter gegen die Klage stellten.
Den Sturm auf das Kapitol in Washington am 6. Januar 2021 durch Anhänger Trumps versuchte Gaetz umzudeuten, indem er die entlastende Verschwörungstheorie verbreitete, nach der die Randalierer linksextreme Antifa-Aktivisten gewesen seien. Gleichwohl setzten er und andere Parlamentarier, darunter Scott Perry, Mo Brooks und Louie Gohmert, sich dafür ein, die Beteiligten an dem Angriff auf das Kapitol durch Donald Trump vorauseilend begnadigen zu lassen.
Im August 2022 kritisierte Gaetz das Vorhaben der Biden-Regierung, Studenten einen Teil ihrer Studien-Schulden zu erlassen. Das Weiße Haus twitterte daraufhin, dass Gaetz selbst durch das Paycheck Protection Program bereits etwa 480.000 Dollar erlassen worden seien, was dem 24- bis 48-fachen der 10.000 bis 20.000 US-Dollar entspricht, die den Studenten erlassen werden sollten. Tatsächlich besaß Gaetz Aktien eines Unternehmens, dem ein Darlehen von rund 480.000 Dollar durch dieses Programm erlassen wurde.
Gaetz gehörte zu den 20 Mitgliedern des Hauses, die im Januar 2023 die Wahl des Republikaners Kevin McCarthy zum Sprecher des Repräsentantenhauses über 14 Wahlgänge hinweg blockierten. Als Kuriosität gilt, dass Gaetz am dritten Abstimmungstag Donald Trump für den Sprecherposten nominierte. Gaetz war dann der einzige Abgeordnete, der für Trump stimmte.
Unmittelbar vor der 15. Abstimmung, als einige Abweichler ihre Blockade nach weit reichenden Zugeständnissen des Fraktionsführers aufgaben, kündigte Gaetz an, McCarthy werde „nicht heute, nicht morgen, nicht nächste Woche, nächsten Monat oder nächstes Jahr“ genug Stimmen auf sich vereinen, und forderte die Aufgabe seiner Kandidatur. Es kam zu tumultartigen Szenen, als McCarthy zum Sitzplatz von Gaetz ging und ihn fragte, was er noch tun müsse, um seine Stimme zu bekommen. Unter dem Druck der Parteifreunde entschied sich Gaetz nun doch für eine Enthaltung im 15. Wahlgang, was die Wahl McCarthys ermöglichte. Nach Medienberichten hatte Trump Gaetz und Lauren Boebert nach ihren Gegenstimmen im 14. Wahlgang persönlich angerufen, was sie zur Aufgabe des Widerstandes bewegte.
Im Mai 2023 war Gaetz Teil einer überparteilichen Gruppe, die ein Gesetz einführen wollte, das Mitgliedern des Kongresses verbietet, Aktien zu besitzen oder zu handeln.
Matt Gaetz beantragte am 2. Oktober 2023 eine Abstimmung im Repräsentantenhaus, McCarthy als Sprecher abzusetzen, weil dieser einem Vermittlungsvorschlag zustimmte, mit dem Republikaner und Demokraten Ende September einen Government Shutdown für 45 Tage abgewendet hatten. Die Abstimmung fand am Abend des 4. Oktober statt. Für Kevin McCarthy stimmten 210 Abgeordnete, gegen ihn 216 (208 demokratische und 8 republikanische Abgeordnete). Damit setzte erstmals in der US-amerikanischen Geschichte die Partei des Sprechers diesen ab.
Gaetz sprach sich gegen eine Neubewertung von Jeffrey Epsteins „Sweetheart“-Deal aus. Einer seiner engsten Mitarbeiter strebt Ghislaine Maxwells Freilassung aus ihrer 20-jährigen Haft wegen Verführung Minderjähriger und Handel mit Kindern an, da sie wie Epstein Patrioten gewesen seien.